# Schloss Treptow

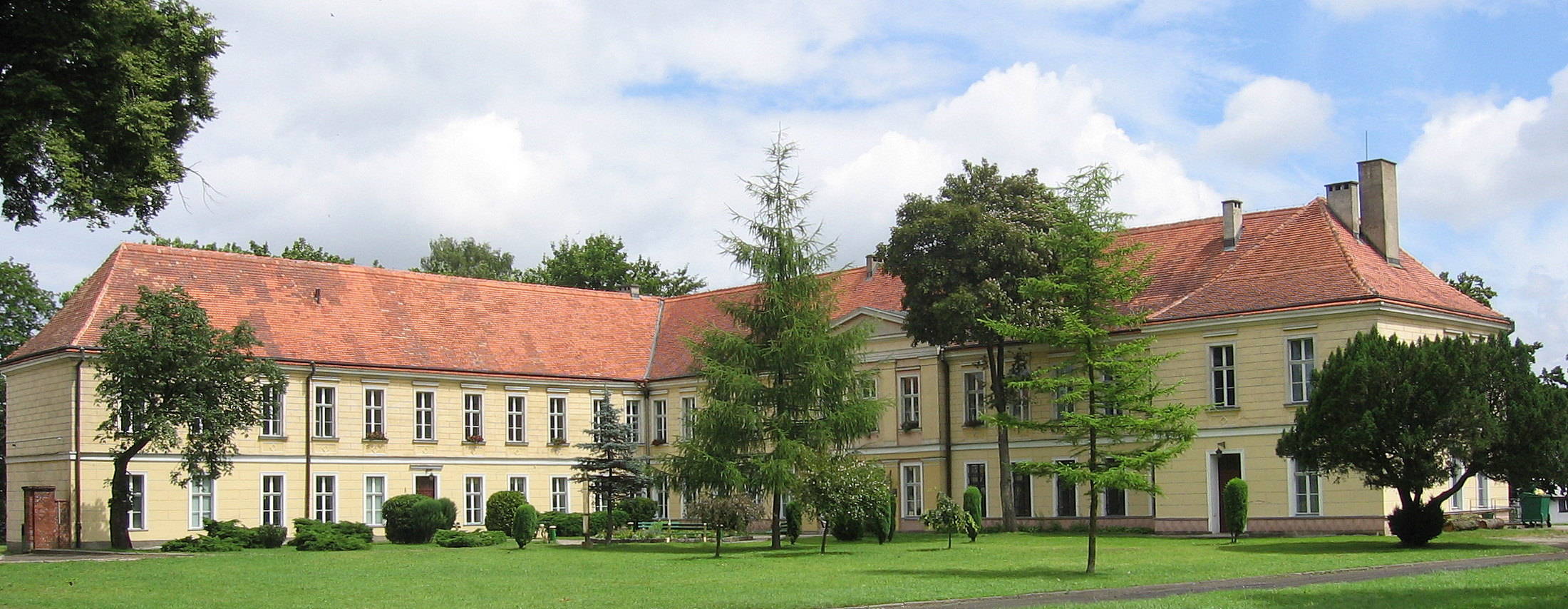
Schloss Treptow

Schloss Treptow (polnisch Pałac w Trzebiatowie) beherbergt heute das Kulturzentrum und die Stadtbibliothek von Trzebiatów (Treptow an der Rega), in der polnischen Woiwodschaft Westpommern, dem historischen Hinterpommern.

## Geschichte
Das Schloss entstand ab 1560 durch Umbau einer Klosteranlage. Von 1618 bis 1659 residierte hier die Witwe der pommerschen Herzogs Philipp II. Nach dem Tod Bogislaws XIV. 1637 fiel die Region und das Schloss an das Kurfürstentum Brandenburg. Nach einem Brand 1679 wurde das Schloss nach Plänen von Victor de la Port wiederaufgebaut, und 1690 ein neuer, dritter, Flügel mit Stallungen errichtet.
Unter Herzog Friedrich Eugen von Württemberg, Kommandeur des Treptower Dragonerregiments, wurde das Schloss klassizistisch umgestaltet. Im Jahr 1800 wurde das Schloss versteigert. 1808 bis 1811 residierte General Gebhard Leberecht von Blücher hier. Im Jahr 1813 ließ der neue Eigentümer Brummer, Bürgermeister von Treptow, den Südflügel abreißen, um die Unterhaltskosten zu senken. Im Jahr 1855 kam das Schloss in Besitz der Pommerschen Landeskreditgesellschaft, und das Innere wurde zu Beamtenwohnungen und Büros umgebaut.
Zwischen den Weltkriegen wurde das Schloss als landwirtschaftliche Mädchenschule genutzt. Nach der Annexion der Region durch die Volksrepublik Polen diente es zu Wohn-, Verwaltungs- und Lagerzwecken. Von 1977 bis 1982 wurde das Schloss restauriert.